# NS-Zwangsarbeit in Bochum und Wattenscheid

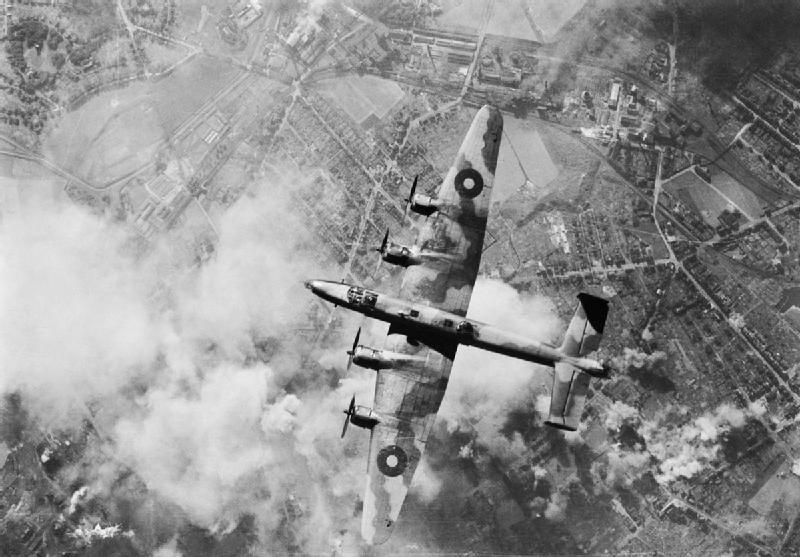
Ein Tagesangriff am 12. Oktober 1944. Links und oberhalb der Wolken ist das Zwangsarbeiterlager der Zeche Hannover zu erkennen. Links davon sind die Kläranlagen und die Siedlung Dahlhauser Heide. Über dem Flügel des Flugzeugs ist die Zeche Hannover zu erkennen.

Der Artikel Zwangsarbeit in Bochum und Wattenscheid behandelt den Einsatz von Zwangsarbeitern in den damals selbstständigen Städten Bochum und Wattenscheid. Diese diente, wie in anderen Städten im Ruhrgebiet, in den kriegswichtigen Bereichen Bergbau und Rüstung maßgeblich zur Kriegsproduktion des NS-Staats. Neben dem Bergbau war das stadtprägende Stahlwerk Bochumer Verein ein ausgeprägter Nutzer der Ausbeutung von Zwangsarbeitern. Nahezu jedes Bochumer Unternehmen beschäftigte ausländische Zwangsarbeiter.

## Zwangsarbeit zur Aufrechterhaltung der Wirtschaft

### Bochum
Bereits seit dem Beginn des Zweiten Weltkrieges wurden Zwangsarbeiter in Bochumer Betrieben eingesetzt, die unter schwersten Bedingungen im Bergbau und im produzierenden Gewerbe arbeiteten. Auf Bochumer Stadtgebiet wurden mehr als hundert Lager und Unterkünfte für Zwangsarbeiter betrieben. Für die gesamte NS-Zwangsarbeit wird eine Zahl von etwa 20.000 Lagern in Deutschland angenommen.
Der International Tracing Service, ein von den alliierten Behörden initiierter Suchdienst mit Sitz in Arolsen, listet 66 Zwangsarbeiterlager in Bochum und Wattenscheid in seinem „Catalogue of camps and prisons in Germany and german-occupied territories“, der 1950 erschien, auf.
Der Bericht an den Kreisleiter der NSDAP in Bochum vom 14. Juli 1943 nennt 100 Lager. Der Bericht gibt 4.525 Kriegsgefangene, 5.519 männliche und 32 sonstige Gefangene sowie 5.515 männliche und 1.663 weibliche Ostarbeiter an, also insgesamt 17.254 Personen.
Ende Februar 1944 waren etwa 30.000 und im April 1945 mehr als 27.000 Zwangsarbeiter in Bochum.

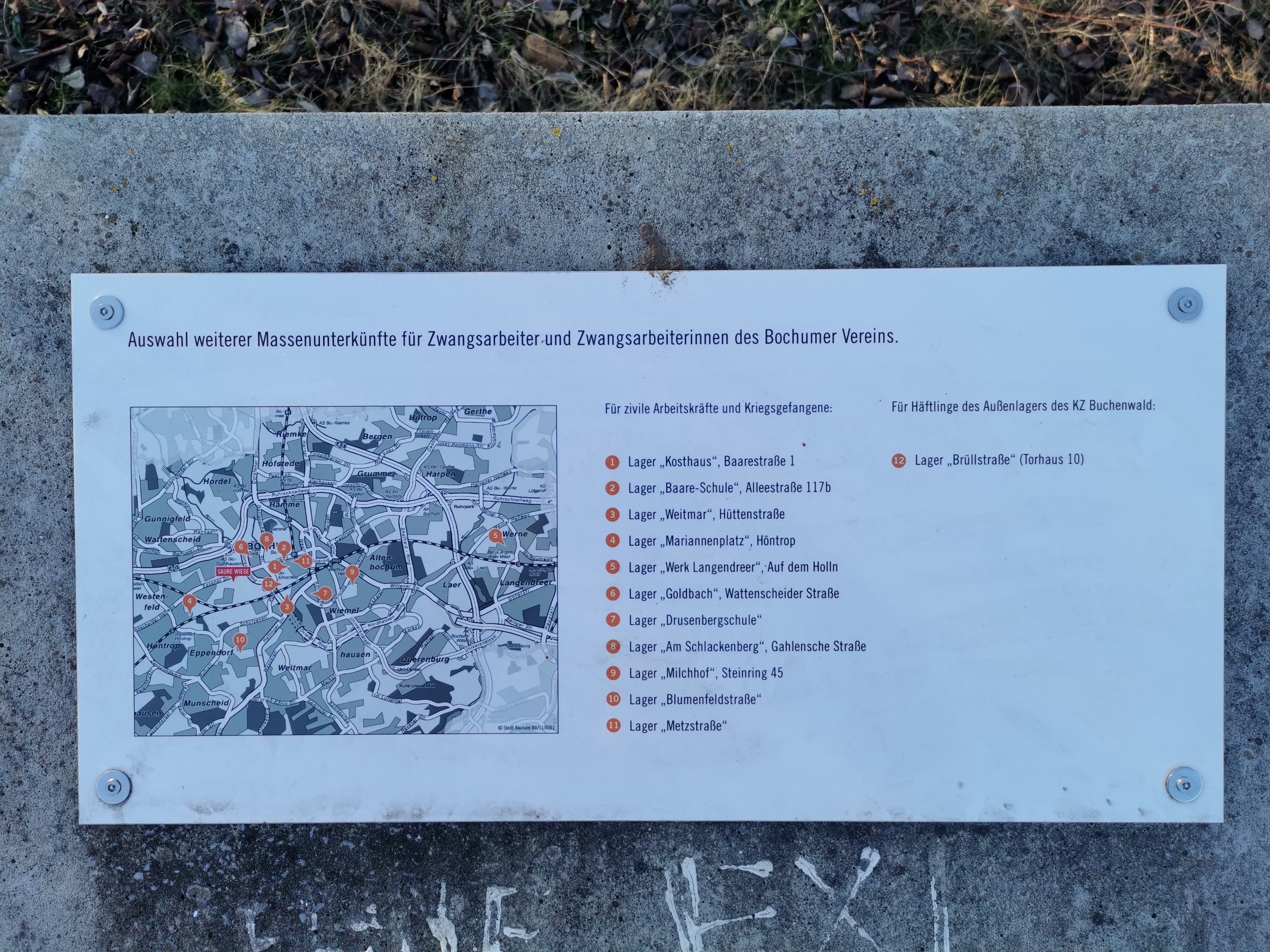
Zwangsarbeiterlager des Bochumer Verein

Am stärksten profitierte in Bochum das Stahlwerk Bochumer Verein mit mehr als 7.500 Arbeitskräften von der Zwangsarbeit. Für den Bochumer Verein gab es zwölf oder mehr Lager für zivile Arbeitskräfte und Kriegsgefangene. Darunter Lager für französische Kriegsgefangene „Goldbach“, das Lager „Saure Wiese“, wo heute ein Gedenkort eingerichtet ist oder das Lager für russische Arbeiter an der Hüttenstraße. Mitte 1944 wurde dann das Außenkommando Bochum des Konzentrationslagers Buchenwald an der Brüllstraße errichtete. Das Kommando Bochum sollte die Rüstungsproduktion im Bochumer Verein unterstützen. Es bestand bis März 1945.
Ein anderes Außenkommando des KZ Buchenwald war das KZ-Außenkommando Eisen- und Hüttenwerke AG. Hier waren seit dem 21. August 1944, auch größtenteils jüdische KZ-Häftlinge, in einem gesonderten, von der SS bewachten, mit elektrischem Zaun begrenzten Lager untergebracht.
Die Stadtverwaltung betrieb in fünf Sälen und Schulen Lager zur Unterbringung von Gefangenen und Fremdarbeiter. Weiterhin kamen zwei große Lager im Jahr 1940 und ein weiteres im Jahr 1943 hinzu.
Insgesamt mussten über 32.000 Menschen Zwangsarbeit in Bochum leisten, 40 % von ihnen im Bergbau.

### Wattenscheid
In Wattenscheid zählten zu den Unternehmen, in denen Zwangsarbeiter arbeiteten:
Zeche Centrum-Morgensonne (Verbund von Zeche Centrum und Zeche Fröhliche Morgensonne), Zeche Holland, Erich Blum KG, Firma Karl Hamacher, Firma Schwarz KG.

### Arbeits- und Lebensbedingungen
Viktor Schmitko wurde als 16-Jähriger verschleppt und leistete Zwangsarbeit von 1942 bis 1945 bei der Firma Gebr. Mönninghoff. Er berichtete 1992 in Bochum:

„Wir legten uns schlafen und wachten auf mit dem einzigen Gedanken an Essen. Wir legten uns hungrig schlafen und standen hungrig wieder auf. Das war schwer zu ertragen. Ich arbeitete in der Schmiede an der heißen Presse mit heißem Metall, das war eine schwere Arbeit, sonntags mußten wir ebenfalls arbeiten, Reparaturen ausführen, Waggons entladen, auch das war schwer. Ich habe mir damals einen Bruch gehoben.“

Mitarbeiter des Reichsministerium für die besetzten Ostgebiete besuchten Ende des Jahres 1942 das Ruhrgebiet, um sich über den Einsatz sowjetische Zivilarbeiter ein Bild zu machen. Über Zwangsarbeiter in Bochum und Wattenscheid existieren in dem Bericht zwei Passagen:

„Bochumer Verein in Bochum: Arbeiter furchtbar heruntergekommen, Stimmung katastrophal, Lager vernachlässigt und dreckig. Essen unzureichend, Prügel. Familie auseinandergerissen. Fluchtversuche sogar von Frauen. Essen als Prämie – erst Leistung, dann Betreuung. Keinerlei Verständnis bei Leitung […]“

### Willkür und Tod
Die Kenntlichmachung der Kleidung mit Abzeichen des Status der Person führte zu offenen Diskriminationen und Stigmatisierung. Die Abzeichen „P“ für Polen oder das „Ost“ Abzeichen dienten als klare Zeichen, dass ein Unterworfener dem Befehl des Herrenmenschen zu gehorchen habe.
In Fällen, die als Arbeitsverweigerung galten, die gegen reguläre oder vermeintliche Regeln verstießen oder aus reinen Nichtigkeiten, wurden Zwangsarbeiter in ein Konzentrationslager überführt oder einer „Sonderbehandlung“ zugeführt. Diese Fälle traten auch in Bochum und Wattenscheid auf. So wurde im Juni 1941 in Eiberg (Amtsgerichtsbezirk Wattenscheid) ein polnischer Landarbeiter, dem sexuelle Kontakte zu einer Deutschen nachgesagt wurde, an einem improvisierten Galgen in aller Öffentlichkeit gehängt. Alle polnischen Zwangsarbeiter mussten nicht nur der Exekution beiwohnen, die Exekution musste auch von einigen dieser Arbeiter vorgenommen werden.
Für die nationalsozialistische Ausgrenzungspolitik war es symptomatisch, dass die zum Gutteil von Zwangsarbeitern gebauten Luftschutzbunker diesen keinen Schutz vor den alliierten Bombenangriffen bieten sollten. Die „Richtlinien des Luftschutz-Leiters Bochum zur Bunkerbenutzung“ schlossen in ihrem Punkt III „Ausländer: Juden, Zigeuner und sonstige Fremdrassige“ ausdrücklich von der Aufnahme aus. Für den Schutz dieser Personen hatte der Arbeitgeber, oder, zynischerweise, die Betreffenden selbst zu sorgen. Die von den Firmen erbauten Lager boten nur minimalen Schutz durch unzureichende Splittergräben. Unter den Zwangsarbeitern war auch eine Vielzahl von Opfern des Bombenkriegs zu verzeichnen.

### Verhältnis zur Zivilbevölkerung
Viktor Schmitko berichtete 1992:

„Die Kränkung bestand auch darin, dass wir entpersönlicht waren. Auch für den, der mit uns arbeitete, waren wir nur Lagernummern. Damals in jener Zeit spürten wir die ablehnende Haltung der Menschen auf der Straße uns gegenüber, uns als den Vertretern des russischen Volkes. Man beleidigte uns, vor allem wurden wir von den Jugendlichen beleidigt.“

Rolf Abrahamsohn ist ein deutscher Jude aus Marl. Er wurde nach Vilnius deportiert und überlebte unter anderem das KZ Stutthof und Buchenwald. In seinen Lebenserinnerungen erzählt er, dass es in dem KZ-Außenlager an der Brüllstraße fast am Schlimmsten war. Er erlebte neben den Schikanen vom Wachpersonal auch Beleidigungen der Zivilbevölkerung.

## Kriegsende, Befreiung und Nachkriegszeit

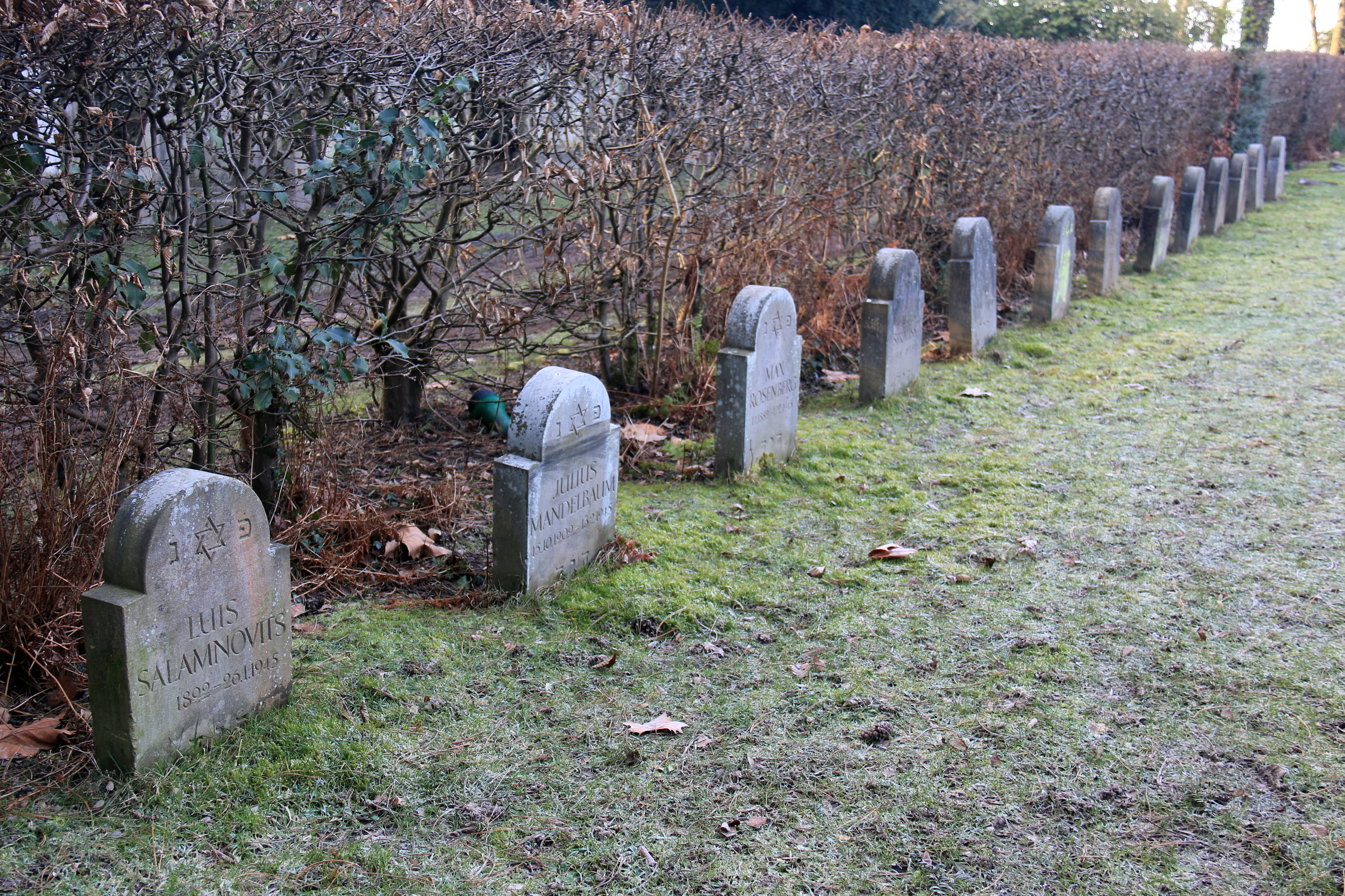
Jüdische Opfer der NS-Zeit

### Endphase des Krieges
Als sich US-amerikanische Truppen näherten, wurden die Lager aufgelöst und die Menschen in Todesmärschen und Bahntransporten verschleppt.
In Bochum und Wattenscheid kam es auch zu Endphaseverbrechen. Die Gestapo erschoss noch wenige Stunden vor dem Einmarsch der US-amerikanischen Truppen in ihrem Sitz, einer beschlagnahmten Villa in der Bergstraße 76, 20 Zwangsarbeiter und verscharrte ihre Leichen in Bombentrichtern im Bochumer Stadtpark. Überliefert ist die willkürliche Erschießung von 6 jungen Menschen, darunter 5 jungen Frauen, am 5. April 1945 im Lager der Westfalia Dinnendahl Gröppel AG an der Verkehrsstraße. Weiter Erschießungen gab es in Höntrop und Dahlhausen (siehe Erinnerungskultur).

### Nachkriegszeit
Einige der befreiten Häftlinge starben noch Wochen nach der Befreiung an den gesundheitlichen Folgen ihrer Haftbedingungen. Jüdische Häftlinge aus dem Lager Brüllstraße, die bisher nicht verbrannt waren, wurden auf den jüdischen Friedhof an der Wasserstraße umgebettet. An über 12 Stellen im Stadtgebiet wurden Fremd- und Zwangsarbeiter in „Kriegsgrabstätten für im II. Weltkrieg Gefallene verschiedener Nationen“ zur letzten Ruhe gebettet.
Ende Mai 1945 waren rund 10 000 Personen in Lagern untergebracht. Nachdem die britischen Truppen am 6. Juni 1945 einmarschiert waren, wurde mit dem Rücktransport der alliierten Kriegsgefangenen und Fremdarbeiter begonnen. So waren am 1. Dezember 1945 nur noch 475 dieser Personen in Bochum. Mit dem 1. Juli 1946 waren alle Personen aus Bochum abtransportiert.
Bei einem Bericht von 1948 zur „Erfassung und Verwaltung der Wehrmachts- und OT-Baracken“ wurden 203 vollständig erhaltene und 38 nur noch in Teilen vorhandene Baracken festgestellt. Da die Wehrmacht in Bochum eine Flakkaserne betrieb und kein weiteres Militär in Bochum lag, wurden nur einige Baracken für die Flakhelfer vor Ort gebraucht. Es dürfte sich meisten um Baracken der Organisation Todt gehandelt haben, zur Unterbringung von Kriegsgefangenen und Zwangsarbeitern.

### Wahrnehmung in der Bevölkerung nach dem Krieg
In der Nachkriegszeit wurde teilweise die NS-Zeit zwar als „ein düsteres Kapitel der heimatlichen Chronik“ gesehen. Aber dieses bezog sich oft auf die Bombardierungen und den Einmarsch, ohne es im Kontext des Regimes oder den vom NS-Staat begonnenen Zweiten Weltkrieg zu sehen. Dies bezog sich auch auf die Plünderungen und Überfälle von „Fremdarbeitern“.
Eine Heimatchronik zum Stadtteil Harpen berichtet 1951 Folgendes:

„Ein Teil der Flak-Kasernen bevölkerte sich mit polnischen und russischen Zivilarbeitern, die frei geworden waren und von da an Schrecken über die ganze Umgegend verbreiteten. Totschlag, Vergewaltigungen, Raub, Diebstahl, Körperverletzungen waren an der Tages- und Nachtordnung. Schauerlich hallten regelmäßig die Schreie der überfallenen Hausbewohner durch die Nächte, und Schüsse der Angreifer aus Pistolen und Gewehren und das Bersten der Handgranaten zeigten den Beginn der Überfälle an. Aber die Harpener standen zusammen, wie kaum anderswo. Zwar ließ sich nicht immer verhindern, daß man den Bauern und selbst armen Leuten das Vieh aus dem Stalle holte, daß man den guten, alten Landwirt und Gärtner Dreyer in Kornharpen erschlug und durchs Fenster warf, aber man alarmierte mit allen erdenklichen Radau-Instrumenten die ganze Einwohnerschaft, die zusammenlief und ohne Furcht zur Verhütung des Schlimmsten in Abwehr-Stellung ging.
Das waren schwere Monate, fast schlimmer noch als die Bombenüberfälle der Kriegszeit, bis endlich diese fremden Männer in ihre Heimat abtransportiert werden konnten.“

Ähnliche Beschreibungen finden sich auch an anderen Stellen.
Die Bochumer Zeitung erinnert zehn Jahre nach Kriegsende auch vor allem an die Angriffe der Jagdbomber („Jabos jagen jeden“). Und sie stellt einen Zusammenhang zwischen der US-Armee und den Plünderungen von Zwangsarbeitern in der Nachkriegszeit her:

„Zur selben Zeit verteilen Negersoldaten an deutsche Kinder, die sich scheu und ängstlich ans Tageslicht gewagt haben, Schokolade … Zur selben Zeit werden die ersten Bochumer ihre Uhren los. Der Krieg ist vorbei. Zunächst stoßen die Amerikaner – genauer gesagt: in den USA naturalisierte Russen, Polen und Deutsche nur bis zur Bahnlinie Bochum Hbf. – Bochum-Weitmar vor. (…) Für Bochum ist der Krieg vorbei. Keineswegs vorbei sind alle Schrecken des Krieges. Freigelassene Kriegsgefangene – vor allem Russen und Polen – und Fremdarbeiter entfesseln ein wildes Regiment. Die amerikanische Besatzung, mit der sie sich in ihrer Muttersprache unterhalten können, unternimmt nichts. Sie duldete Raub und Plünderung. […] Die Bochumer Bevölkerung ist in diesen Wochen – bis Ende Mai 1945 – praktisch schutzlos. (…) Die britische Militär-Regierung, die seit dem 10. April im Amt ist […] ist zunächst gegenüber den Ausländern machtlos. Ihr untersteht zwar die Verwaltung, aber sie hat keinerlei Weisungsrecht an die amerikanischen Besatzungstruppen. Erst als die Amerikaner in der Zeit von 2. bis 5. Juni abrücken, gibt es auch für die Bochumer wieder Ruhe und Sicherheit. Die Briten sorgen dafür, daß die Ausländer schnellstens abgeschoben werden.“

## Aufarbeitung

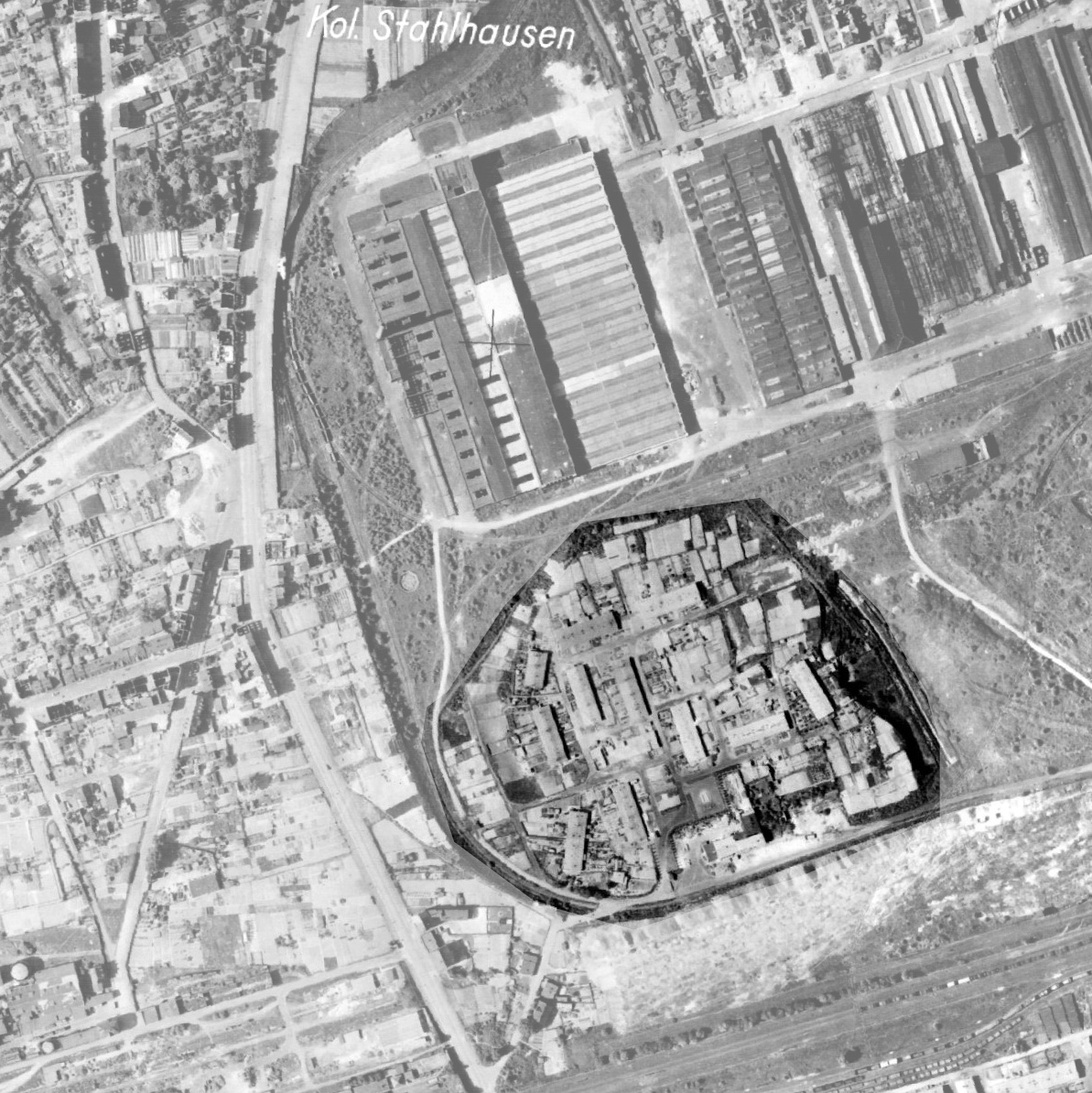
Luftbild des Lagers Brüllstraße, 1952 (optisch hervorgehoben), nach dem Krieg Notunterkunft

Gegen den Lagerleiter Hermann Grossmann des KZ-Außenkommandos an der Brüllstraße wurde im Buchenwald-Hauptprozess verhandelt. Er wurde zum Tode verurteilt und 1948 hingerichtet. Über die Errichtung eines Gedenksteins für die Opfer kam es 1945 zum Streit über die Mitverantwortung des Bochumer Vereins.
1992 wurde eine kleine Gruppe ehemaliger Zwangsarbeiter nach Bochum eingeladen. In den nachfolgenden Jahren wurden kleinere Gruppen von Zwangsarbeitern zu Besuchen in Bochum eingeladen. Dabei führten Mitarbeiter des Stadtarchivs mit ihnen Interviews zu ihrer Zeit als Zwangsarbeiter.
Im Jahre 2000 beschloss der Rat der Stadt Bochum eine Resolution für die Entschädigung.

## Spuren und Erinnerungskultur

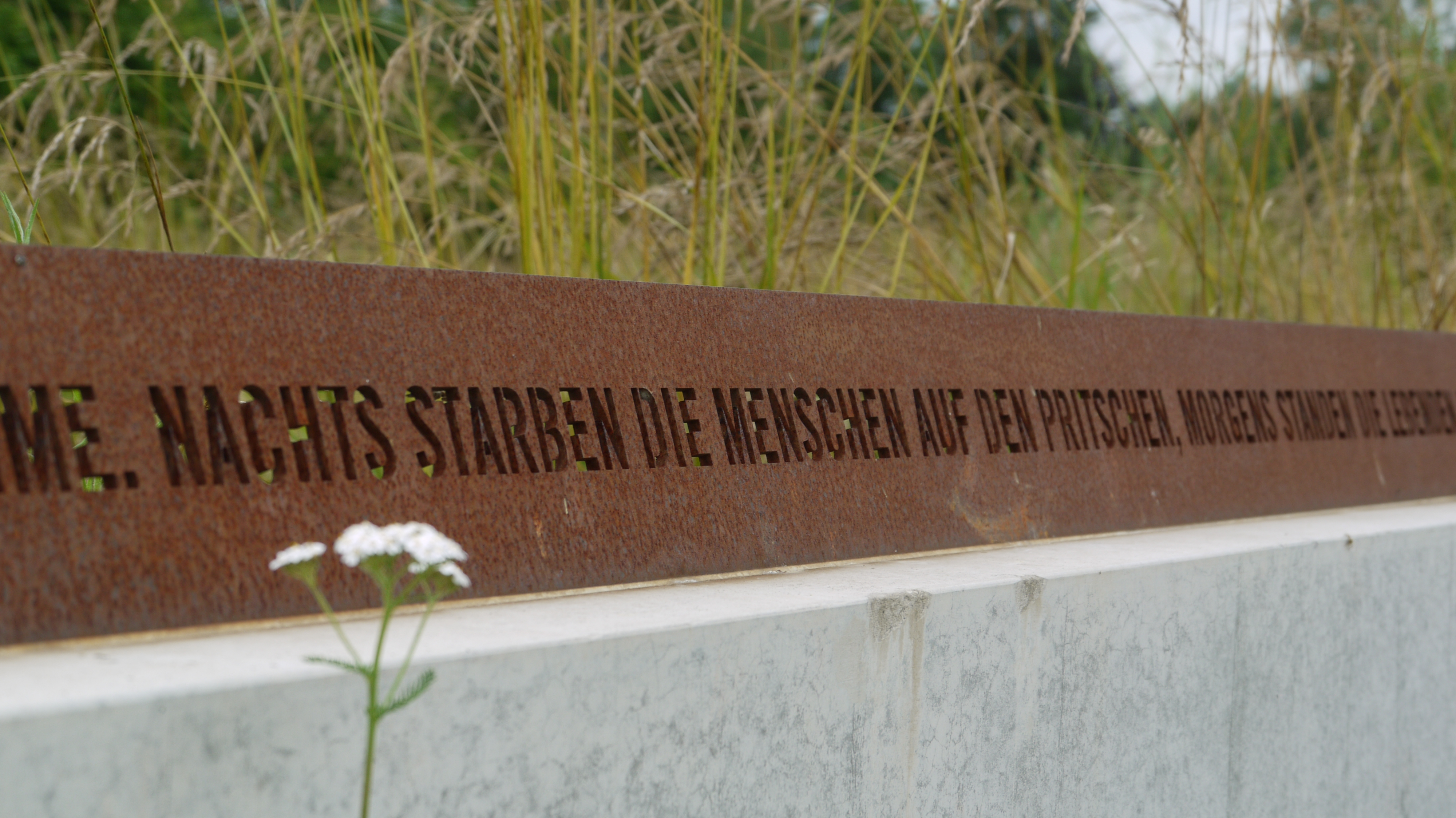
Erinnerung an das Lager „Saure Wiese“

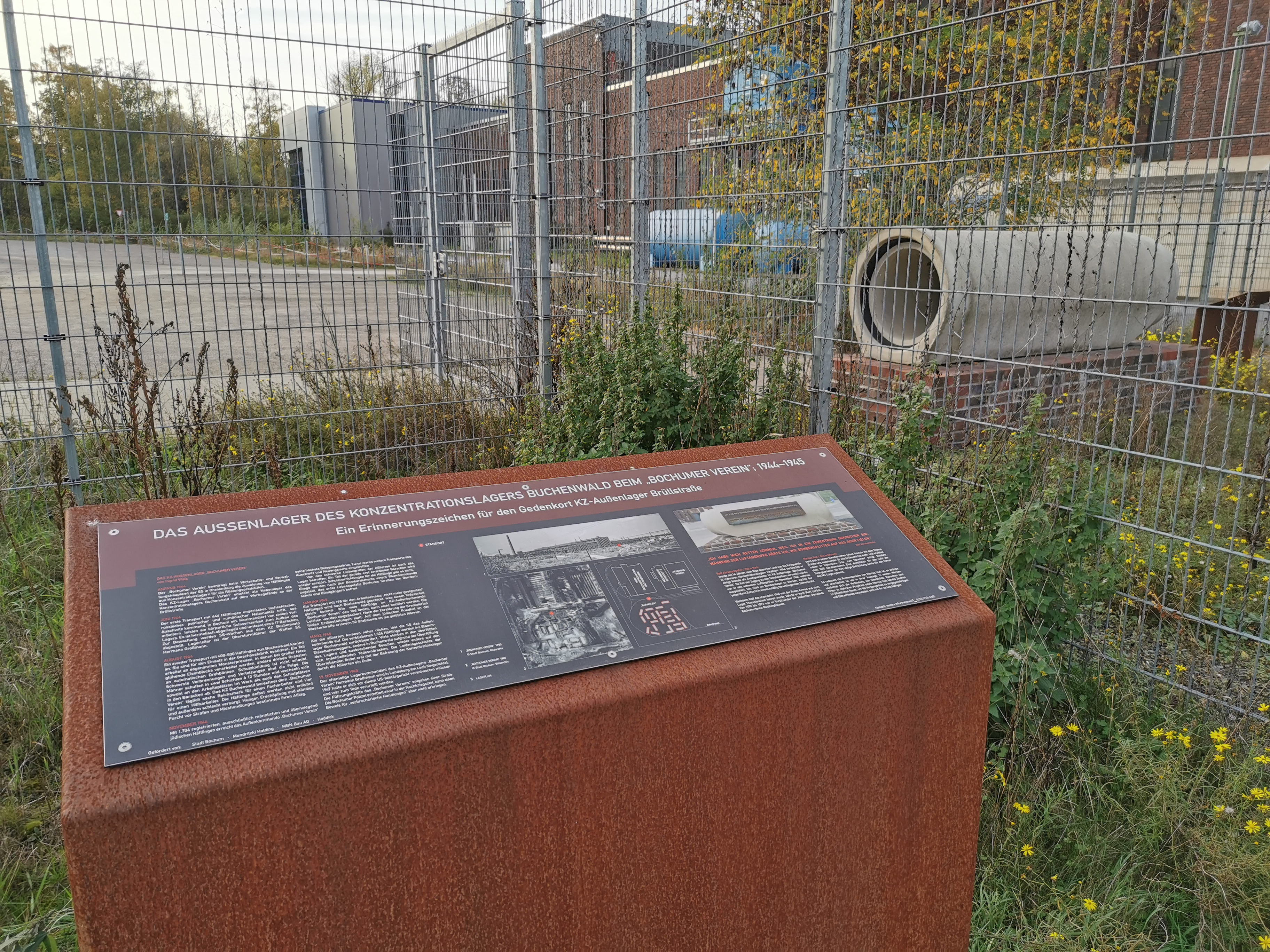
Mahnmal für das KZ-Außenlager Brüllstraße

Auf dem Hauptfriedhof Bochum ruhen 1720 Zwangsarbeiter, unter anderem stammen sie aus Polen, Sowjetunion, Jugoslawien, Belgien und Frankreich. An den drei Gräberfeldern erinnern Gedenksteine und ein eisernes Gedenkbuch an die Toten. 54 Gräber von jüdischen Zwangsarbeitern befinden sich auf dem Jüdischen Friedhof Wasserstraße in Bochum. Auf dem Blumenfriedhof wurden schon nach dem Ersten Weltkrieg fremde Soldaten begraben. Bei den russischen Gräbern wurde auch 307 Zwangsarbeiter aus der UdSSR begraben, seit 2019 erinnern Gedenktafeln an diese Opfer.
Auf dem Friedhof Langendreer ruhen sieben sowjetische Staatsbürger, auf dem Friedhof Gerthe 14 sowjetische Tote, auf dem Friedhof Linden sind es elf sowjetische, zwei belgische, ein niederländischer und ein unbekannter Toter. In Querenburg liegen als Gefallen verschiedener Nationen drei sowjetische und ein jugoslawischer Staatsbürger, in Hordel neun sowjetische, in Hiltrop sechs sowjetische und vier polnische, in Werne zwei belgische und drei sowjetische, in Langendreer fünf sowjetische, in Grumme drei sowjetische, in Weitmar 16 sowjetische Kriegstote. In Höntrop sind es neben 23 russischen Kriegsgefangenen aus dem Ersten Weltkrieg, 110 sowjetische, neun polnische, zwei belgische, ein serbischer und tschechischer Kriegstoter. Auch wenn teilweise von Gefallenen gesprochen wird, kann man wohl annehmen, dass es Zwangsarbeiter waren, bei den sowjetischen ist es wohl sicher.
In Bezug auf die Endphaseverbrechen in Bochum befindet sich am Eingang zum Stadtpark an der Bergstraße eine Gedenktafel. Hier wurden Opfer der Bochumer GeStaPo verscharrt. Auch in der Talstraße in Eppendorf sowie an der Ruhrmühle in Dahlhausen gibt es Erinnerungstafeln.
Ehemalige Baracken von Lagern befinden sich noch an zwei Orten:
- Zwangsarbeiterlager Zeche Lothringen, Gerthe
- Zwangsarbeiterlager Bergener Straße, Bergen

Die Überreste des Lager Heinrichstraße in Gerthe wurde 2020 als Bodendenkmal eingetragen.
Für das Lager Saure Wiesen wurde 2012 ein Gedenkort eingerichtete. Bei dem Lager Brüllstraße wurde 2018 eine Stolperschwelle verlegt. Im Jahr 2019 wurde bei dem neuen Städtischen Betriebshof ein künstlerisches Denkmal im Beisein des ehemaligen Zwangsarbeiters Abrahamsohn eingeweiht.
An den anderen Stätten befinden sich nur wenige oder gar keine baulichen Spuren mehr.

## Aufstellung der Lager im Raum Bochum und Wattenscheid

### Zwangsarbeiterlager in Bochum laut Aufstellung vom 14. Juli 1943
Eine Aufstellung von Lagern wurde an Ernst Riemenschneider, Leiter der NSDAP im Kreis Bochum, mit Schreiben vom 14. Juli 1943 geschickt. Sie enthält 100 Standorte.
|     |                                                 |                                                                   |                 | Verschiedene Ausländer | Verschiedene Ausländer | Ostarbeiter | Ostarbeiter |        | |
| #   | Lager                                           | Lage                                                              | Kriegsgefangene | männlich               | weiblich               | männlich    | weiblich    | gesamt | Anmerkungen |
| --- | ----------------------------------------------- | ----------------------------------------------------------------- | --------------- | ---------------------- | ---------------------- | ----------- | ----------- | ------ | --- |
| 1   | Gebrüder Eickhoff                               | Drusenbergstraße 164                                              |                 |                        |                        | 58          |             | 58     | |
| 2   | Gebrüder Eickhoff                               | Drusenbergstraße 78                                               |                 | 60                     |                        |             |             | 60     | |
| 3   | Gebrüder Eickhoff                               | sehr wahrscheinlich Wasserstraße 259                              | 87              | 269                    |                        |             |             | 356    | |
| 4   | Engelsburg                                      | Engelsburger Straße                                               | 242             | 49                     |                        |             |             | 291    | |
| 5   | Bruchstraße                                     | Am Leithenhaus                                                    |                 | 92                     |                        | 152         |             | 244    | |
| 6   | Robert Müser                                    | Limbeckstraße 16                                                  |                 | 141                    |                        | 396         | 15          | 522    | |
| 7   | Robert Müser                                    | Werner Hellweg                                                    | 597             |                        |                        |             |             | 597    | |
| 8   | Zeche Caroline                                  | Kornharpener Straße                                               |                 | 56                     |                        | 241         | 6           | 303    | |
| 9   | Constantin                                      | Wiescherstraße 10                                                 |                 | 301                    |                        | 199 (?)     |             | 500    | |
| 10  | Constantin                                      | Hiltroper Straße                                                  |                 |                        |                        |             | 42          | 42     | |
| 11  | Constantin                                      | Kaiseraue                                                         |                 | 110                    |                        |             |             | 110    | |
| 12  | Hannover-Hannibal                               | Am Klärbrunnen                                                    |                 | 21                     |                        | 726         |             | 747    | |
| 13  | Hannover-Hannibal                               | Dorstener Straße 419                                              |                 | 75                     |                        |             |             | 75     | |
| 14  | Hannover-Hannibal                               | Kruppstraße 7b                                                    |                 | 41                     |                        |             |             | 41     | |
| 15  | Hannover-Hannibal                               | Bertastraße                                                       | 422             |                        |                        |             |             | 422    | |
| 16  | Hannover-Hannibal                               | Sonnenscheinstraße                                                | 90              |                        |                        |             |             | 90     | |
| 17  | Hannover-Hannibal                               | Riemker Straße 8                                                  | 68              |                        |                        |             |             | 68     | |
| 18  | Flora                                           | Am Kuhlenkamp                                                     |                 | 49                     |                        |             |             | 49     | |
| 19  | Zeche St. Mathias                               | Hattinger Straße 989                                              |                 | 19                     |                        | 11          |             | 30     | Unterbringung im/beim Amtshaus Weitmar.                                                                                               |
| 20  | Zeche Mansfeld                                  | Coloniastraße                                                     |                 |                        |                        | 310         |             | 310    | |
| 21  | Zeche Lothringen                                | Heinrichstraße                                                    |                 | 52                     |                        |             |             | 52     | |
| 22  | Zeche Mansfeld                                  | Kaiserstr. 214 (heute Alte Bahnhofstr.)                           |                 | 41                     |                        |             |             | 41     | |
| 23  | Zeche Lothringen I/III                          | Cöppencastrop                                                     |                 |                        |                        | 166         |             | 166    | |
| 24  | Zeche Lothringen IV                             | Dietrich-Benking-Straße                                           |                 |                        |                        | 264         |             | 264    | |
| 25  | Zeche Präsident                                 | Gahlensche Straße                                                 | 169             | 157                    |                        |             |             | 326    | |
| 26  | Zeche Klosterbusch                              | Lottental                                                         |                 | 44                     |                        |             |             | 44     | |
| 27  | Zeche Klosterbusch                              | Ruhrlandheim                                                      |                 | 44                     |                        |             |             | 44     | Das Ruhrlandheim liegt auf den Anhöhen über dem heutigen Kemnader See.                                                                |
| 28  | Hecker                                          | Hofsteder Straße 234                                              |                 | 10                     |                        |             |             | 10     | |
| 29  | Lothringen AG                                   | Bövinghauser Straße (wahrscheinlicher: Lager an der Gewerkenstr.) | 315             |                        |                        |             |             | 315    | Hier sind heute noch Baracken erhalten.                                                                                               |
| 30  | Chemische Industrie                             | Hannibalstraße 1                                                  |                 | 25                     |                        | 31          | 13          | 69     | |
| 31  | Gebrüder Mönnighoff                             | Wasserstraße                                                      | 98              |                        |                        | 145         | 97          | 340    | |
| 32  | Kühl- und Lagerhaus                             | Löbkerring (heute Ruhrschnellweg A40)                             |                 |                        |                        | 21          | 20          | 41     | |
| 33  | Fr. vom Hof                                     | Rauendahlstraße                                                   |                 |                        |                        |             | 51          | 51     | |
| 34  | K. Korte                                        | Wasserstraße 439                                                  |                 | 100                    |                        |             |             | 100    | |
| 35  | Eisen- und Hüttenwerke                          | Castroper Straße                                                  | 100             | 155                    | 12                     | 508         | 97          | 872    | Lager wurde bei einem Bombenangriff vernichtet, 18 Ostarbeiter und ein Italiener starben. Drei Ostarbeiter wg. Plünderung erschossen. |
| 36  | Fr. Müller AG                                   | Hiltroper Straße                                                  |                 | 50                     |                        |             |             | 50     | |
| 37  | Dahlhauser Tiefbau                              | Horkenstein                                                       |                 | 193                    |                        | 160         | 1           | 354    | |
| 38  | Bochumer Verein                                 | Hagener Straße (?)                                                |                 | 280                    |                        | 764         |             | 1044   | |
| 39  | Bochumer Verein                                 | Baarestraße 1                                                     |                 | 487                    |                        |             |             | 487    | |
| 40  | Bochumer Verein                                 | Auf dem Holln                                                     |                 |                        |                        |             | 52          | 52     | |
| 41  | Bochumer Verein                                 | Hüttenstraße                                                      |                 |                        |                        | 148         | 933         | 1141   | |
| 42  | Bochumer Verein                                 | Drusenbergstraße                                                  | 950             |                        |                        |             |             | 950    | |
| 43  | Bochumer Verein                                 | Gahlensche Straße                                                 | 212             |                        |                        |             |             | 212    | |
| 44  | Gröppel                                         | Verkehrsstraße 39                                                 | 30              |                        |                        | 199         | 1           | 230    | Erschießung von 6 Menschen am 5. April 1945.                                                                                          |
| 45  | Gröppel                                         | Herner Straße 391                                                 |                 | 51                     |                        |             |             | 51     | |
| 46  | Gröppel                                         | Herner Straße 313                                                 |                 | 30                     |                        |             |             | 30     | |
| 47  | Masch. und Bahnbedarf                           | Wörthstr. 3 (heute Ursulastr.)                                    |                 |                        |                        | 36          | 31          | 67     | |
| 48  | E. H. von Lienen                                | Wittener Straße 100                                               | 5               |                        |                        |             |             | 5      | |
| 49  | Werk Westfalia                                  | Hermannshöhe                                                      |                 | 57                     |                        |             |             | 57     | |
| 50  | Neu-Iserlohn                                    | Am Steinhardt                                                     |                 | 130                    |                        | 102         | 8           | 240    | |
| 51  | Hannover-Hannibal                               | Kruppstr. 74                                                      |                 | 36                     |                        |             |             | 36     | |
| 52  | Hannover-Hannibal                               | Hillerbachstraße 64                                               |                 | 40                     |                        |             |             | 40     | |
| 53  | Hannover-Hannibal                               | Dorstener Straße 574                                              |                 | 42                     |                        |             |             | 42     | |
| 54  | Kraftfahrzeuginstandsetzung                     | Gahlensche Straße 157                                             |                 |                        |                        | 61          | 8           | 69     | |
| 55  | Karl Brieden und Co.                            | Hermannshöhe 7b                                                   |                 | 12                     |                        |             |             | 12     | |
| 56  | Carpentier und Honefeld (?)                     | Hermannshöhe                                                      |                 |                        |                        | 7           | 1           | 8      | |
| 57  | Hochtief AG                                     | Wiemelhauser Straße                                               |                 | 70                     |                        |             |             | 70     | |
| 58  | I.G. Farbenindustrie                            | Gewerkenstraße (?)                                                |                 | 9                      |                        |             |             | 9      | |
| 59  | Gerhard Kestermann                              | Friederikastraße 12                                               |                 |                        |                        | 22          |             | 22     | |
| 60  | Wüstenberg                                      | Klosterstraße 40                                                  |                 | 19                     |                        | 55          |             | 74     | |
| 61  | Friedrich Müller AG                             | Kassenberger Straße                                               |                 | 4                      |                        |             |             | 4      | |
| 62  | Reichsbahn Betriebswerk Langendreer             |                                                                   |                 | 28                     |                        |             |             | 28     | |
| 63  | Bochumer Verein                                 | Essener Straße 2                                                  | 122             |                        |                        |             |             | 122    | |
| 64  | Lueg                                            | Oskar-Hoffmann-Straße 64                                          |                 | 34                     | 1                      | 31          | 21          | 87     | |
| 65  | Maschinenfabrik Mönninghoff                     | Wasserstraße                                                      | 155             | 46                     |                        | 74          |             | 275    | |
| 66  | Alfons Jahnel                                   | Hasenkampstraße 11                                                |                 | 60                     |                        |             |             | 60     | |
| 67  | Hannover-Hannibal I                             | Kruppstraße 27b                                                   |                 |                        |                        |             | 74          | 74     | |
| 68  | Zeche Lothringen I/III                          | Bövinghauser Straße                                               |                 |                        |                        | 98          |             | 98     | |
| 69  | A. Schneider                                    | Hattinger Straße 126                                              |                 | 2                      |                        | 13          |             | 15     | |
| 70  | Reichsbahn Betriebswerk Nord                    | Castroper Straße                                                  |                 | 28                     |                        |             |             | 28     | |
| 71  | Reichsbahn Betriebswerk Nord (Castroper Straße) | Ladestraße (?)                                                    |                 |                        |                        | 24          |             | 24     | |
| 72  | Hochfrequenz-Tiegelstahl                        | Klosterstraße 40                                                  |                 | 336                    | 8                      | 75          |             | 419    | |
| 73  | Stadt Bochum                                    | Stockumer Straße                                                  |                 | 42                     |                        |             |             | 42     | |
| 74  | R. Lauing (?)                                   | Blumenfeldstraße                                                  |                 |                        |                        | 17          |             | 17     | |
| 75  | Gebrüder Mönnighoff                             | Wohlfahrtstraße                                                   |                 | 32                     |                        |             |             | 32     | |
| 76  | Zeche Mansfeld                                  | Kaiserstraße                                                      |                 |                        |                        | 63          |             | 63     | |
| 77  | Apparatebau Vogt                                | Stockumerstraße                                                   |                 | 8                      |                        |             |             | 8      | |
| 78  | Bochumer Verein                                 | Gahlensche Straße                                                 |                 | 67                     |                        |             |             | 67     | |
| 79  | Bochumer Verein                                 | Heinrich-Gustavstraße 70                                          |                 | 40                     |                        |             |             | 40     | |
| 80  | Stadt Bochum                                    | An der Landwehr                                                   |                 | 112                    |                        |             |             | 112    | |
| 81  | Bochum-Gelsenkirchener Straßenbahnen AG         | Hattinger Straße 427                                              |                 | 8                      |                        |             |             | 8      | |
| 82  | Arbeitsgemeinschaft Kuhne                       | Königstraße 19 (heute Annastr.)                                   |                 | 34                     |                        |             |             | 34     | |
| 83  | Bochumer Verein                                 | Heinrich-Gustavstraße 162                                         |                 | 64                     |                        |             |             | 64     | |
| 84  | Bochumer Verein                                 | Wattenscheider Straße                                             |                 | 882                    |                        |             |             | 882    | |
| 85  | Prinz Regent                                    | Werkstraße 272                                                    |                 | 289                    |                        |             | 77          | 366    | |
| 86  | Constantin (Brodherr)                           |                                                                   |                 | 82                     |                        |             |             | 82     | |
| 87  | Josef Riester                                   | Halfmannswiese (?)                                                |                 |                        |                        | 142         |             | 142    | |
| 88  | Kestermann                                      | Diberstraße 39                                                    |                 |                        | 8                      |             |             | 8      | |
| 89  | Zeche Klosterbusch                              | Rüggenberg (?)                                                    |                 |                        |                        | 33          |             | 33     | |
| 90  | Bochumer Verein                                 | Metzstraße                                                        |                 |                        | 11                     |             |             | 11     | |
| 91  | Dannenbaum                                      | Dannenbaumstraße                                                  |                 | 58                     |                        |             |             | 58     | |
| 92  | Friedlicher Nachbar                             | Deimkestraße                                                      |                 |                        |                        | 40          |             | 40     | |
| 93  | Hegerfeld                                       | Hattinger Straße 312                                              |                 | 62                     |                        |             |             | 62     | |
| 94  | Carolinenglück                                  | Von-der-Recke-Straße                                              | 135             |                        |                        |             |             | 135    | |
| 95  | Carolinenglück                                  | Oberdiecker Straße                                                | 152             |                        |                        |             |             | 152    | |
| 96  | Dannenbaum                                      | Dannenbaumstraße                                                  | 100             |                        |                        |             |             | 100    | |
| 97  | Friedlicher Nachbar                             | Deimkestraße                                                      | 111             |                        |                        |             |             | 111    | |
| 98  | Siebenplaneten, Langendreer                     |                                                                   | 253             |                        |                        |             |             | 253    | |
| 99  | Wilhelm Hohmann (?)                             | Ümminger Straße                                                   | 51              |                        |                        |             |             | 51     | |
| 100 | Wilhelm Hohmann (?)                             | Wittener Straße                                                   | 54              |                        |                        |             |             | 54     | |
|     |                                                 |                                                                   | 4525            | 5519                   | 32                     | 5515        | 1663        | 17.254 | |

### Weitere Lager in Bochum
| Bezeichnung/Lage                        | Beschreibung |
| --------------------------------------- | --- |
| Saure Wiese                             | Bochumer Verein. An der Essener Straße gelegen. 1943 mit 765 so genannten „Ostarbeitern“ und 290 „verschiedenen Ausländern“ belegt.                                            |
| Lager Brüllstraße                       | Bochumer Verein, Außenkommando des Konzentrationslagers Buchenwald von Mitte 1944 bis März 1945, mehr als 1.600 Häftlinge.                                                     |
| Lager bei der Eisen- und Hüttenwerke AG | Eisen- und Hüttenwerke AG. Außenkommando Bochum des Konzentrationslagers Buchenwald, eingerichtet im August 1944, Auflösung am 21. März 1945, mit etwa 600 bis 700 Häftlingen. |

### Lager in Wattenscheid
| Bezeichnung/Lage | Beschreibung |
| ---------------- | --- |
| Mariannenplatz   | Zwangsarbeiterlager auf dem Gelände der ehemaligen Zeche Vereinigte Maria Anna Steinbank. Mehrere hundert Insassen. Erschießungen im Zeitraum 5. April 1945. |